# Послання з Марса
«Послання з Марса» (англ. Message from Mars) — коротка науково-фантастична повість Кліффорда Д. Сімака, вперше опублікована журналом «Планет Сторіз» восени 1943 року.

## Сюжет
Доктору Стівену Александеру вдалося встановити радіоконтакт із Марсом. У відповідь на сигнали землян з Марса почало приходити повідомлення, яке розшифрували як «Ми посилаємо вам знак». Невдовзі біля вершини гори Кенія марсіанський корабель викинув контейнер із насінням марсіанських рослин. З них виросли марсіанські лілії, які завдяки своїй живучості почали широко розмножуватись. Відтоді марсіани періодично надсилали це повідомлення, після якого безпілотний марсіанський корабель скидав контейнер із насінням лілій у те саме місце.
Доктор Александер очолив «Міжнародний центр контактів з Марсом», який побудував космодром на вершині гори Кенія і протягом 12 років здійснив пару десятків спроб пілотованих місій до Марса, але всі вони зазнали невдач. Нікому з понад 50 астронавтів не вдалося повернувся живим чи передати бодай якісь відомості звідти. Ці місії прозвали «мостом із костей». Марсіани постійно передавали астронавтам повідомлення «Ні. Ні. Не прилітайте сюди. Небезпечно».
Скоту Ніксону довелось летіти одному, оскільки його напарник занедужав. Його старший бран Г'ю Ніксон із напарником Гарі Декером не повернулися з однієї з попередніх місій. Після зльоту Скот виявив у кораблі «зайця» — колишнього астронавта Джимі Болдуїна, який збожеволів після інциденту в космосі: під час повернення з Місяця мікрометеорит вбив його напарника і призвів до витоку кисню, і Джимі довелось економити його.
Перед вильотом Скот почув у новинах про подорож відомого дослідника Африки в долину річки Конго для перевірки чуток про «метавеве місто» населене металічними жуками.
Астронавти успішно приземлились на Марсі біля самотньої гігантської металевої будівлі без вікон і дверей. Біля будинку росли лілії, над якими копошились механічні жуки. Вони також виявили могилу Гарі Декера, а з поржавілого космічного корабля неподалік до них вийшов Г'ю Ніксон. Він розповів, що його напарник збожеволів і вилив усе паливо з корабля, а потім скоїв самогубство. Після закінчення провізії, Г'ю довелося харчуватись корінцями місцевих рослин. Він підключив корабель до електричної мережі будинку, який відвідували тільки механічні комахи.
Г'ю був переконаний, що Гарі вчинив це під тиском марсіан, хоча їх самих йому не вдалось побачити за весь час перебування тут. У цей момент Джимі підірвав паливні баки корабля та загинув сам надихавшись марсіанського повітря.
Скот погодився з Г'ю про вплив марсіан. Тепер їм потрібно було розгадати їхню стратегію:
1. Чому вирішили відповісти на послання доктора Александера, але не показуються?
2. Чому не дають астронавтам повернутись на Землю, але і не вбивають їх?
3. Чому присилають кораблі з насінням лілій?

Скот припустив, що марсіани дуже прагматичні. Вони не хотіли, щоб люди прилітали на Марс. Але коли люди вже прилетіли, то вони завадили їм повернутись і розповісти, що Марс досяжний для подорожей. Вони не вбили Г'ю та Скота, оскільки не є кровожерливими, їм не доводилося боротись за виживання і вони не створювали зброю. Вони протидіяли тільки безпосередній загрозі. А двоє людей без корабля не становлять небезпеки для них.
Коли Г'ю розповів, що колись загін жуків полетів прямо у космос без ракети, то Скот згадав про «металеве місто» на Землі і висунув гіпотезу, що розумною марсіанською расою є саме лілії. Люди допомогли посадити насіння по всій Землі, а коли лілій стало багато, жуки вирушили на Землю, бо ліліям знадобилися слуги. Марсіани чекали на повідомлення з Землі, щоб почати присилати кораблі, бо до настання космічної ери, земляни були б не готові до контакту і сприйняли б кораблі з насінням як «породження сатани» та спалили.
Взявши важкі молотки, Скот та Г'ю вирішили пробитись до ракети і вкласти повідомлення про небезпеку в контейнер з насінням перед самим стартом ракети. Г'ю вдалось вкласти повідомлення, поки Скот відганяв жуків та механізми марсіан. Коли ракета злітала, Г'ю потрапив під вихлопний струмінь і загинув. А скафандр Скота був настільки пошматований, що він надихався марсіанського повітря і прожив після цього лічені хвилини. Після старту ракети, жуки перестали атакувати його, холодно признаючи свою поразку.